# ザルツブルク地方鉄道ET40形電車
ザルツブルク地方鉄道ET40形電車（ザルツブルクちほうてつどうET40がたでんしゃ）は、オーストリア・ザルツブルクの鉄道路線（ザルツブルクSバーン）で使用されている電車。近代化や輸送力増強を目的に1980年代から2000年代初頭まで導入が実施された連接車である。

## 概要
ザルツブルク社（Salzburg AG）が「ザルツブルク地方鉄道（Salzburger Lokalbahn、SLB）」というブランド名で運営する、ザルツブルク北部へ向かう鉄道路線であるザルツブルク - ランプレヒツハウゼン線やビュアモース - オスターミーティンク線では、1970年代以降沿線の人口が増加し、輸送力の増強が求められるようになっていた。また、使用される車両についても当時の最新鋭車両は1960年代製と古く、ラッシュ時には1900年代の電化当初の車両が使用される状況になっていた。そこで、ザルツブルク市、ザルツブルク州、そしてオーストリア共和国議会は、これらの状態を改善するための近代化計画「OeSch 90M」に対する投資を採択した。そして、この計画の中心として、快適性や効率性の向上や路線の近代化を目的に導入が決定したのがET40形電車である。
両運転台式の2車体連接車で、運転台側に出力300 kwの主電動機（直流電動機）を1基搭載した動力台車が、連節部に付随台車が設置されている。連結器はシャルフェンベルク式が使われており、総括制御により最大4両（営業運転時）まで繋いだ運用も可能である。制御装置には、電力消費量の削減や回生ブレーキの導入が可能となる電機子チョッパ制御方式が採用されている。
車内には2＋2人掛けのクロスシートが主に配置されている他、各車体に両側1箇所づつ存在する乗降扉付近には手荷物や車椅子、ベビーカーが設置可能な折り畳み座席を含むフリースペースが存在する。
これらの設計に際しては、ドイツ・フランクフルトに導入されたデュワグ製のライトレール（シュタットバーン）用車両であるフランクフルト地下鉄U3形電車が基になっている。

## 運用
1983年に最初の5両（ET41 - 45）が営業運転を開始し、続いて1988年に2次車となる5両（ET46 - 50）が導入された。それ以降も利用客の増加を受けた輸送力の増強や旧型電車の置き換えを目的に増備が進み、1992年に4両（ET51 - 54）、2001 - 2002年にも4両（ET55 - 58）が製造されており、そのうち最後に導入された4両はシメリング・グラーツ・パウカーを買収したシーメンスによって製造が行われた。また、これらの車両にはザルツブルクを始めとする沿線の地名や経由する州の名前、ザルツブルクの姉妹都市（ドレスデン）の名前が付けられた。

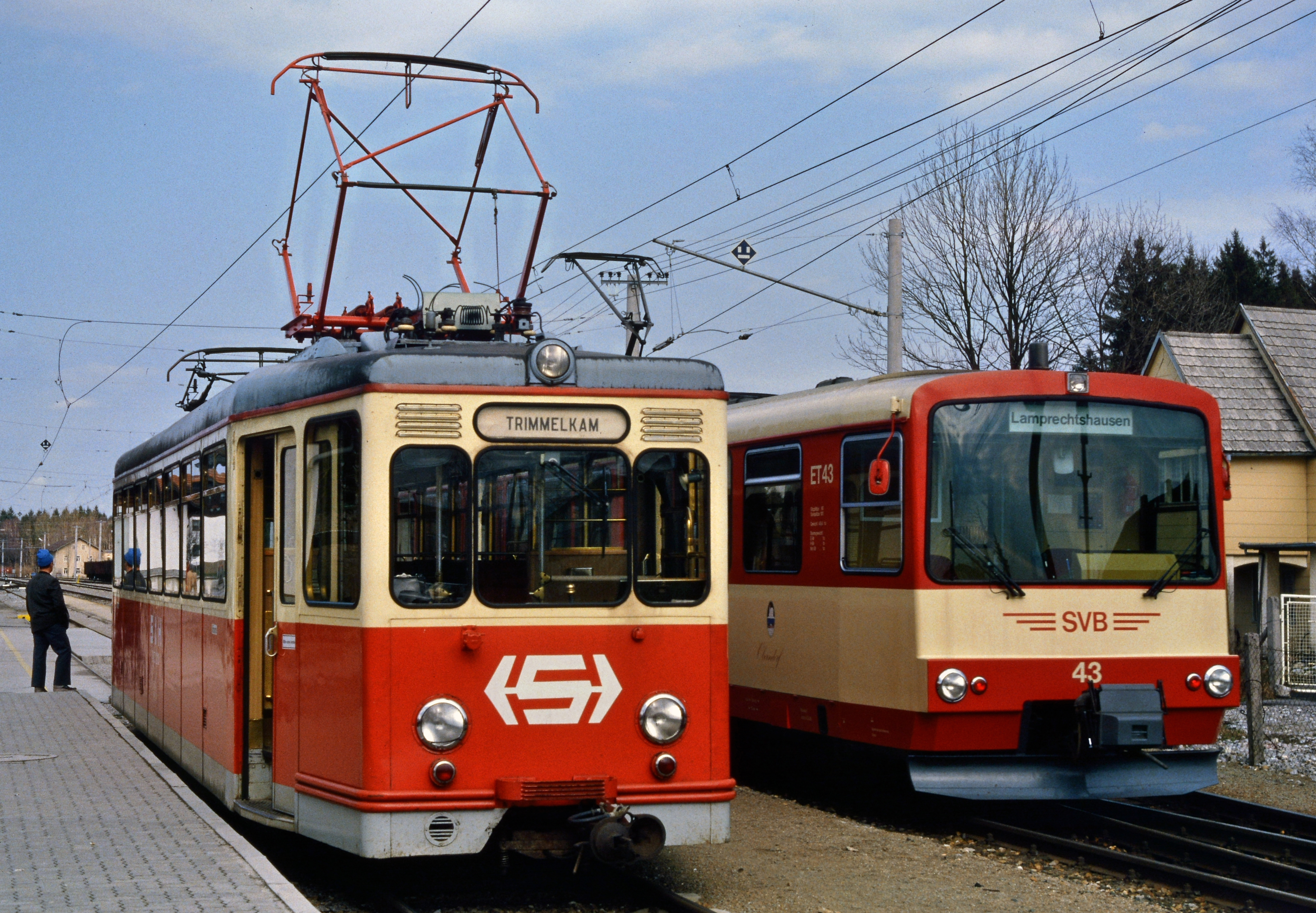
旧型電車（左）と並ぶET43（右）（1986年撮影）
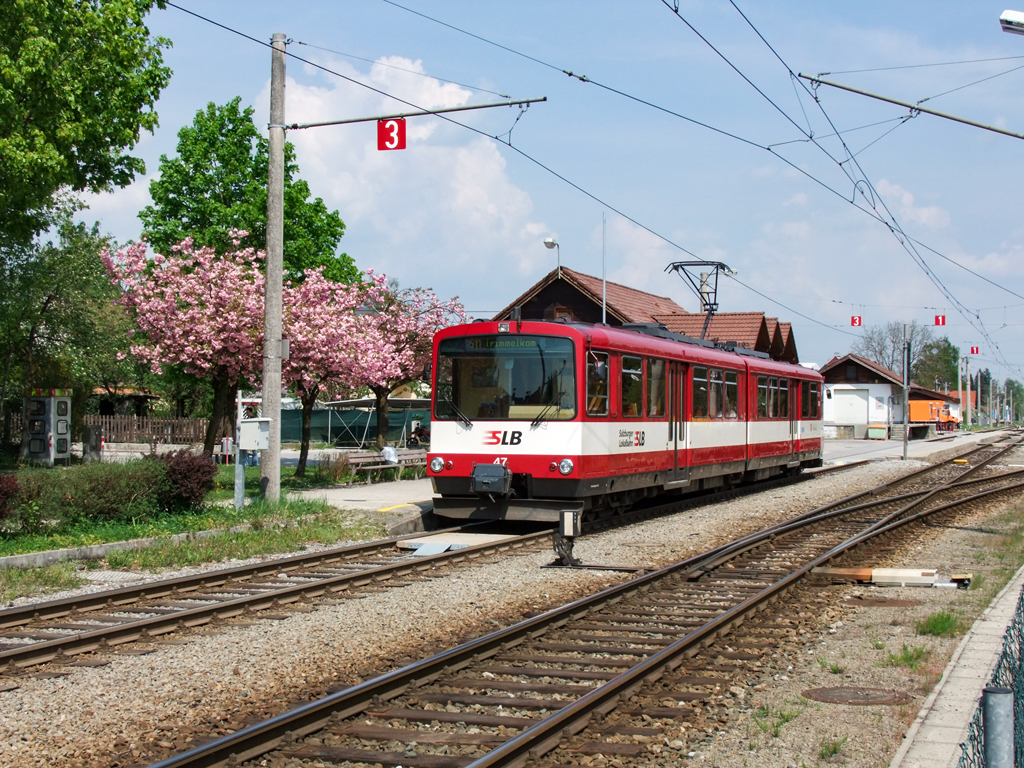
2車体連接車のET47（2011年撮影）
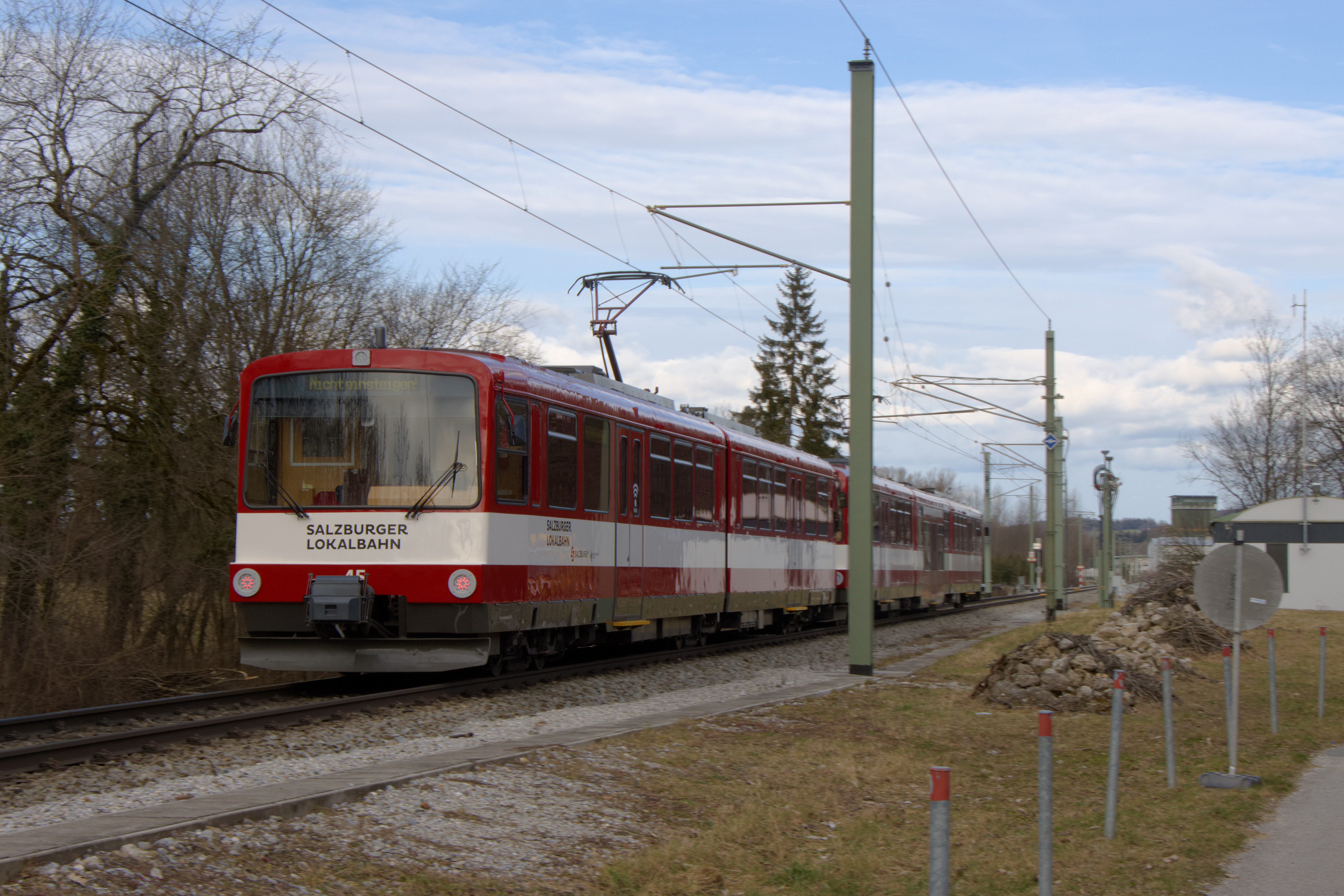
2車体連接車と3車体連接車による連結運転（2024年撮影）

その後、2012年から2013年にかけてET50 - 58の9両については中間に全長10,400 mm、床上高さ350 mmの低床車体を追加する工事が施され、3車体連接車に改められた。一連の工事はチェコ・オストラヴァのイネコングループによって行われており、これらの車両は「ET50形」、もしくは「ET40NF形」と呼ばれている。また、これに合わせて既存の車両も含め乗降扉の交換や座席のカバーの変更などの更新工事が実施された。

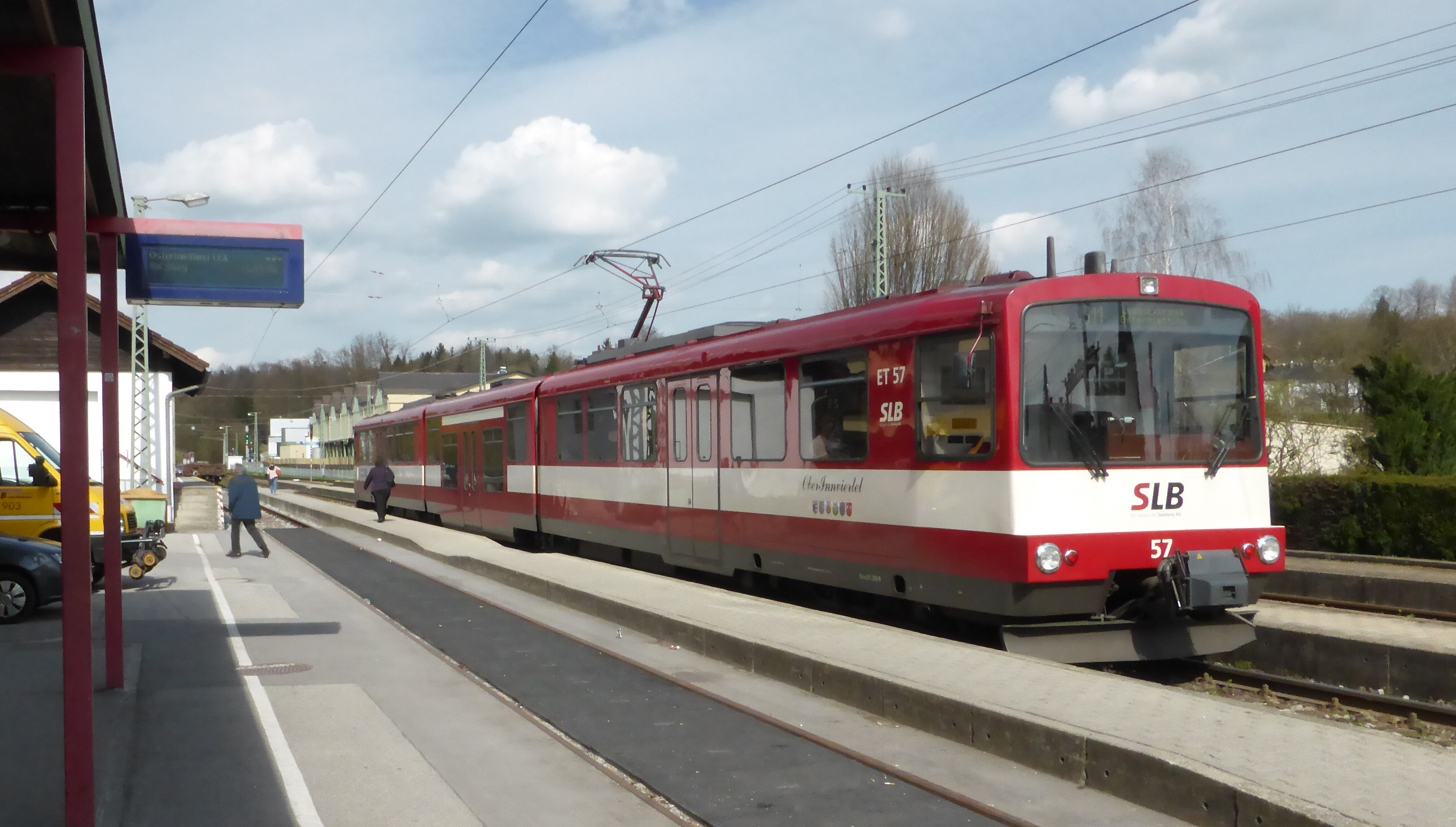
3車体連接車に改造されたET58（2015年撮影）
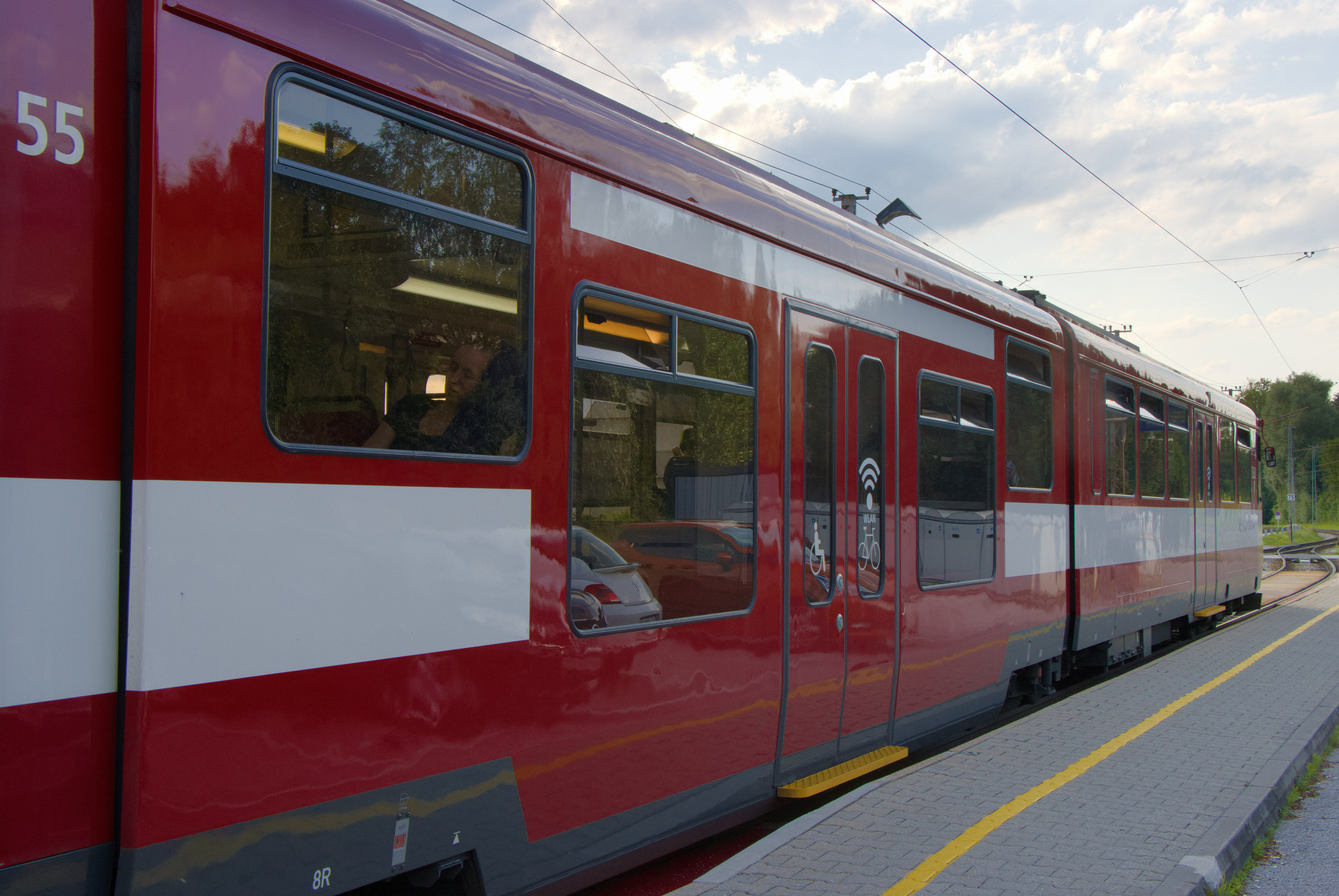
低床構造となっている中間車体（ET55）（2022年撮影）
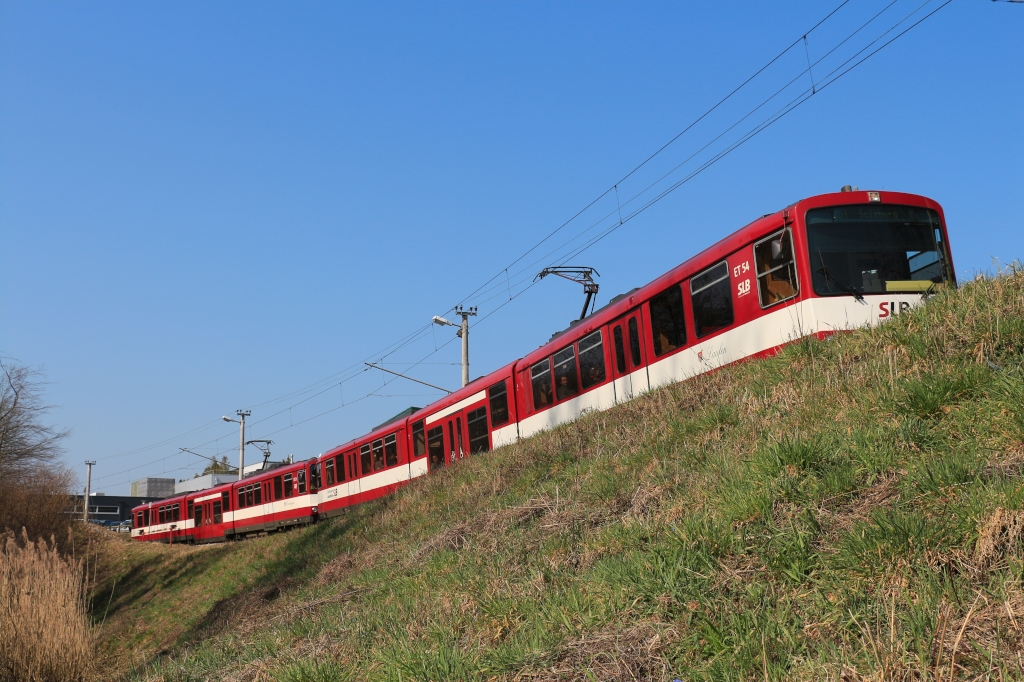
3車体連接車の連結運転（2014年撮影）
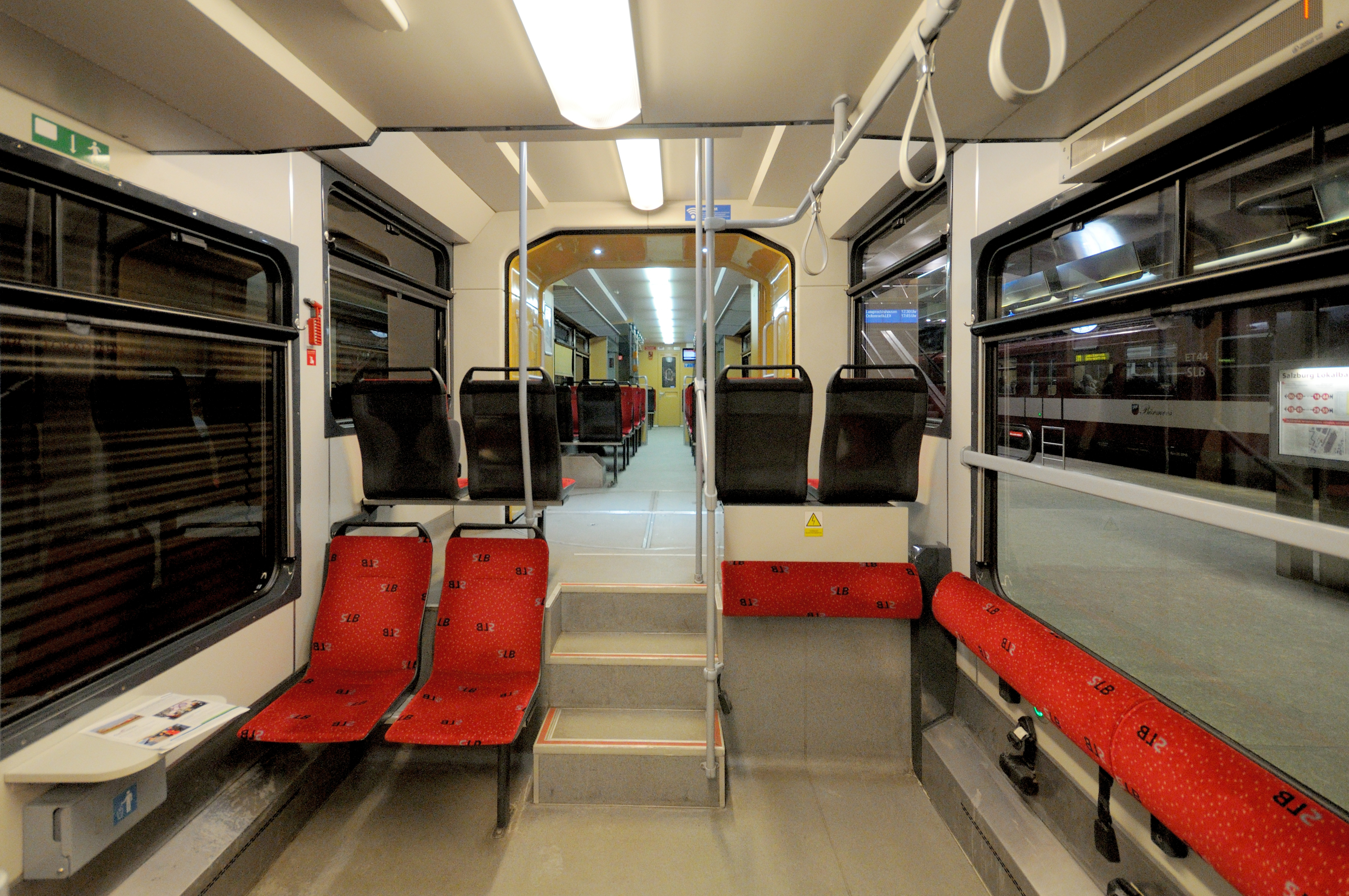
車内（低床車体）

2024年時点でET40形およびET50形はザルツブルク - ランプレヒツハウゼン線やビュアモース - オスターミーティンク線で使用されているが、長年の使用により老朽化が進んでいる事から、同年以降「VDVトラムトレイン」計画に基づく新型車両（シティリンク）の導入による置き換えが予定されている。